# Sündeviin Byambatseren
Sündeviin Byambatseren (en mongol: Сүндэвийн Бямбацэрэн; Ömnögovi, 24 de marzo de 1990) es una luchadora mongola de lucha libre. Participó en Juegos Olímpicos de Londres 2012 consiguiendo un 17.º puesto la categoría de 55 kg. Compitió en tres campeonatos mundiales, logró la 7.ª posición en 2010. Ganó una medalla de plata en los Juegos Asiáticos de 2014. Conquistó la medalla de bronce en Campeonato Asiático de 2010. Cinco veces representó a su país en la Copa del Mundo, en 2013 clasificándose en la segunda posición.